# Ignazio Marino
Ignazio Marino (Génova, 10 de marzo de 1955) es un médico y político italiano, miembro del Partido Democrático y alcalde de Roma desde el 12 de junio de 2013 hasta el 31 de octubre de 2015.

## Biografía
Marino es médico especialista en trasplantes, que desarrolló su carrera en Pittsburgh y realizó los dos primeros trasplantes de hígado de babuino a personas en 1992 y 1993. Fue miembro del Senado por el Partido Democrático desde 2006 hasta el 22 de mayo de 2013. En octubre de 2009 se presentó como candidato a la Secretaría General del partido tras la dimisión de Walter Veltroni, junto a Pier Luigi Bersani y a Dario Franceschini; finalmente, Bersani ganó con más del cincuenta por ciento de los votos.

### Carrera médica
Especialista certificado en Cirugía General y Vascular, el Dr. Ignazio Marino pasó 4 años formándose en los dos centros de trasplantes más prestigiosos del mundo: el Instituto de Trasplantes de la Universidad de Cambridge, Inglaterra (en ese momento, la única división de trasplante hepático en Europa), dirigido por el Prof. Sir Roy Calne. Durante su estancia en Cambridge, el Dr. Marino publicó un artículo sobre el síndrome de reperfusión que ocurre durante el trasplante de hígado (Transplantation, 1985). El artículo sigue siendo citado hoy como un estudio exhaustivo de este complejo síndrome clínico. Posteriormente se trasladó al Instituto de Trasplantes de Pittsburgh en la Universidad de Pittsburgh, dirigido por el Dr. Thomas E. Starzl, pionero que realizó el primer trasplante de hígado en un ser humano en 1963. En Pittsburgh, el Dr. Marino completó una beca de formación en trasplante multiorgánico aprobada por la Sociedad Americana de Cirujanos de Trasplantes, bajo la dirección directa del Dr. Starzl, quien lo contrató como médico adjunto y miembro de la Facultad en 1991. En esa época, Pittsburgh era con diferencia el centro de trasplantes hepáticos más activo del mundo: solo en 1990–1991, se realizaron allí más de 1.000 trasplantes de hígado.
En 1992, Marino fue nombrado subdirector del Centro Nacional de Trasplantes Hepáticos del Departamento de Asuntos de Veteranos de Estados Unidos en Pittsburgh, en ese momento el único departamento gubernamental de trasplantes hepáticos del país. Marino formó parte del equipo quirúrgico que, en junio de 1992 y enero de 1993, realizó dos xenotrasplantes hepáticos de babuino a humano en un ensayo clínico coordinado por Starzl.
En 1997, Marino fundó el ISMETT (Instituto Mediterráneo para Trasplantes y Terapias Especializadas Avanzadas) en Palermo, Sicilia. Marino fue director general y médico director del ISMETT desde 1997 hasta 2002, siendo el primer centro de trasplantes hepáticos en Sicilia, fundado gracias a una colaboración entre el Centro Médico de la Universidad de Pittsburgh y el Ministerio de Sanidad del Gobierno de Italia.
En 2001, Marino realizó el primer trasplante de órgano en Italia a una persona con VIH que seguía terapia antirretroviral de gran actividad —un trasplante de riñón solicitado personalmente por el paciente (junto con el donante, su padre), tras haber sido rechazado por otros centros de trasplantes italianos. La operación fue un éxito clínico y provocó un debate institucional en Italia.
En 2002, Marino se trasladó a Filadelfia para trabajar en la Thomas Jefferson University.
El Dr. Marino ha recibido numerosos premios médicos internacionales, entre ellos el Premio 2010 por su contribución a la lucha contra el sida; el Doctorado Honoris Causa en Ciencias (2015) de la Thomas Jefferson University; la cátedra Longmire de la Facultad de Medicina David Geffen de UCLA y de la Sociedad Quirúrgica Longmire.
Ha realizado personalmente más de 650 trasplantes, ha pronunciado más de 700 conferencias científicas internacionales, es autor de más de 500 artículos revisados por pares y de varios libros científicos. En 2005 publicó un libro con Einaudi (colección “Le Vele”) titulado Credere e curare (“Creer y cuidar”), que trata sobre la profesión médica y la influencia que tiene la fe —vista como credo religioso pero también como compasión, solidaridad y empatía hacia todos los seres humanos— sobre ella. En 2005 fundó Imagine ONLUS, una organización internacional sin ánimo de lucro dedicada a actividades de solidaridad internacional, con especial atención a los temas de salud. Es también miembro del consejo editorial de Transplantation, Liver Transplantation, Clinical Transplantation y de otras 9 revistas científicas internacionales.
Actualmente es Profesor de Cirugía en la Facultad de Medicina de la Thomas Jefferson University y, desde 2020, Vicepresidente Ejecutivo de Thomas Jefferson University y Jefferson Health en Filadelfia.
En 2020 fue nombrado miembro del Consejo de Administración de Philadelphia International Medicine.

### Alcalde de Roma
Marino se presentó como candidato en las elecciones de 2013 para alcalde de Roma con el apoyo de una alianza de centro-izquierda. Tras liderar en la primera vuelta, fue elegido alcalde de Roma el 10 de junio en la segunda vuelta, obteniendo el 63,9 % de los votos en un enfrentamiento con el candidato de centro-derecha, el alcalde saliente Gianni Alemanno.
Entre los proyectos de Marino destacó el cierre de la Via dei Fori Imperiali y la Piazza di Spagna al tráfico de automóviles, permitiendo solo el acceso a peatones y bicicletas. El alcalde Marino citó sus experiencias como ciclista en Filadelfia como base para haber aprendido a vivir sin coche.
El 18 de octubre de 2014, Marino registró los matrimonios de 16 parejas del mismo sexo que lo solicitaron al municipio, siguiendo acciones similares de otros alcaldes italianos. En ese momento, los matrimonios y uniones civiles entre personas del mismo sexo eran ilegales en Italia, y al registrar estos matrimonios, el alcalde Marino esperaba presionar a los legisladores nacionales para aclarar la creciente confusión legal sobre las uniones del mismo sexo, particularmente para italianos casados en el extranjero. Las uniones civiles del mismo sexo finalmente fueron legalizadas en Italia en 2016.
Al asumir su cargo, Marino encontró a Roma al borde de la bancarrota. En 2013, la ciudad tenía un déficit de 888 millones de dólares, y su sistema de transporte público reportaba pérdidas de 951 millones de dólares. Durante su mandato, Marino logró equilibrar ambos presupuestos.
En solo 27 meses, el trabajo administrativo realizado por el alcalde Marino para fortalecer el rendimiento operativo de la ciudad fue reconocido por todas las agencias internacionales de calificación crediticia. En septiembre de 2015, FitchRatings revisó la perspectiva de la ciudad de Roma de negativa a estable por primera vez.
En abril de 2015, el alcalde Marino propuso con éxito la candidatura de Roma como ciudad anfitriona para la edición de 2023 de la Ryder Cup, la primera en Italia, celebrada en el Marco Simone Golf & Country Club del 25 de septiembre al 1 de octubre de 2023.

### Dimisión
El 12 de octubre de 2015, Marino renunció tras una falsa acusación de escándalo de gastos formulada por los partidos de oposición Movimiento Cinco Estrellas (M5S) y Hermanos de Italia. Sin embargo, el 29 de octubre retiró su renuncia. A pesar de ello, el 30 de octubre fue destituido de su cargo después de que 26 de los 48 miembros del Consejo Municipal renunciaran. Fue reemplazado por Francesco Paolo Tronca, un comisario designado por el gobierno.
El 7 de octubre de 2016, el tribunal de Roma absolvió a Marino de las acusaciones de malversación, fraude y falsificación presentadas por los partidos de oposición M5S y Hermanos de Italia, tras lo cual había renunciado para demostrar su inocencia. El caso judicial relacionado con los supuestos gastos injustificados terminó definitivamente con una absolución “porque el hecho no existió”. El 9 de abril de 2019, la Corte Suprema italiana dictaminó que los gastos realizados con la tarjeta de crédito proporcionada al exalcalde Marino por la Administración Capitolina constituían gastos de representación en interés de Roma y con fines institucionales.

### Miembro del Parlamento Europeo, 2024–presente
Desde las elecciones al Parlamento Europeo de 2024, Marino ha estado sirviendo como vicepresidente del grupo de los Verdes/Alianza Libre Europea (Verdes/ALE), bajo el liderazgo de los copresidentes Terry Reintke y Bas Eickhout.
Es miembro de la Comisión de Presupuestos, de la Comisión de Medio Ambiente, Salud Pública y Seguridad Alimentaria, de la Delegación para las Relaciones con los Estados Unidos, de la Delegación para la Asamblea Parlamentaria Paritaria ACP-UE, coordinador del subcomité de Salud Pública y suplente en la Delegación para la Asamblea Parlamentaria Euro-Africana.